# Johannes Burkhardt (Maler)
Johannes (auch Hannes) Burkhardt (* 30. Juni 1929 in Riesa; † 30. Mai 2022) war ein deutscher Maler und Zeichner.

## Leben und Werk
Burkhardt stammte aus einem musischen Elternhaus. Er lernte, Klavier und Cello zu spielen und betätigte sich früh autodidaktisch als Maler und Zeichner. Bis 1936 besuchte er in Großenhain die Volksschule und ab 1940 das Musische Gymnasium in Leipzig, wo er eine gründliche humanistische Bildung erhielt. Von 1949 bis 1953 studierte er an der Hochschule für Bildende Künste Dresden, anfangs im Grundstudium bei Erich Fraaß und Heinz Lohmar, dann in der Bildnisklasse von Wilhelm Lachnit. Zu seinen Mitstudenten gehörten u. a. Harald Metzkes und Jürgen Böttcher. Für das Diplom schuf Burkhardt das Ölgemälde Am Tisch.
Er war bis 1954 in Leipzig am Zentralhaus für Kulturarbeit der DDR angestellt und dort maßgeblich an der Entwicklung der laienkünstlerischen Arbeit beteiligt, wozu er u. a. fachmethodische Publikationen erarbeitete und Arbeitsgemeinschaften leitete. Daneben betätigte er sich stets selbst künstlerisch, u. a. auch im Kontakt mit Werner Tübke.
Ab 1955 war Burkhardt freischaffender Künstler. Von 1961 bis 1982 lebte er in Dölzig, seitdem in Leipzig, wo er in der höchsten Etage eines Hochhauses in Grünau wohnte. Von 1981 bis 2004 arbeitete er als Dozent am Studio Bildende Kunst des Lindenau-Museums Altenburg, von 1990 bis 1994 als Leiter des Studios. Danach widmete er sich in Leipzig wieder ganz der künstlerischen Arbeit.
Burkhardt lebte zuletzt in einem Leipziger Seniorenheim. Ab 1999 betätigte er sich in Leipzig bei der Gruppe Schreibender Seniorinnen und Senioren.
Burkhardt hatte seit 1963 eine bedeutende Anzahl von Einzelausstellungen und Ausstellungsbeteiligungen, u. a. 1962/1963 und 1967/1968 in Dresden an der Fünften und VI. Deutschen Kunstausstellung.
Werke Burkhardts befinden sich u. a. im Museum der bildenden Künste Leipzig, im Lindenau-Museum Altenburg und im Museum Alte Lateinschule Großenhain.

## Mitgliedschaften
- 1956 bis 1990 Verband Bildender Künstler der DDR
- Seit 1990 Bund Bildender Künstler Leipzig e.V.

## Rezeption
„Burkhardt ist ein guter Porträtist geworden, wovon vor allem die vielen Zeichnungen zeugen und die um Selbstbefragung und Selbstprüfung bemühten stillen oder expressiven Selbstbildnisse. Die Landschaft wurde ihm jedoch zum Maß seiner Bildordnung … aber er ist vor allem Maler, der aus der Farbe heraus und mit ihr modellierend Stimmungsräume schafft.“
Rita Jorek, 18. April 2009

## Werke (Auswahl)

### Tafelbilder (Auswahl)
- Elsterlandschaft in Leipzig/Aufbau des Sportstadions (Öl auf Leinwand, 49,5 × 70 cm, 1955; Lindenau-Museum, Altenburg/Thüringen)
- Erntelandschaft (Öl auf Leinwand, 60 × 81 cm, 1960; Kunstarchiv Beeskow)[6]
- Kollege Möhler, MTS Dölzig (Eitempera und Öl auf Hartfaser, 99 × 50,5 cm; Kunstfonds des Freistaats Sachsen)[7]
- Ein Mittag auf der LPG (Eitempera auf Öl, 83 × 129 cm, um 1962)[8]
- Landschaft im Juni (Eitempera und Öl auf Leinwand, 75 × 100 cm, 1967)[9]

### Zeichenkunst (Auswahl)
- Lilienstein (Pinsel mit Tusche auf Papier; 41,7 × 59,4 cm, 1956; Lindenau-Museum, Altenburg/Thüringen)
- Selbstporträt (Zeichenkohle auf Papier, 57,5 × 42 cm, 1958; Lindenau-Museum, Altenburg/Thüringen)
- Brücke in Plau (Gouachefarbe auf Karton, 37,5 × 51,0 cm, 1970; Lindenau-Museum, Altenburg/Thüringen)
- Die verlassene Schule (Ölpastell über Aquarell, 35,5 × 47,8 cm, 2011/2013)[10]

### Kunstpädagogische und essayistische Publikationen (Auswahl)
- Die Bleistiftzeichnung. Praktische Anleitung. Seemann, Leipzig, 1961
- Kohlezeichnung. Eine praktische Anleitung. Seemann, Leipzig, 1967
- Vitalität und Intellekt. Ausstellung des Zirkels für Malerei und Grafik der Bezirksbehörde der Deutschen Volkspolizei Leipzig zu Ehren des 20. Jahrestages der DDR. In: Bildnerisches Volksschaffen, 14(1969), 12, Seite 5–10
- Bildnerisches Volksschaffen im Bezirk Leipzig. Anmerkungen zu seinem Anteil in der Bezirksausstellung Leipzig Architektur und bildende Kunst zum 20. Jahrestag der DDR. In: Bildnerisches Volksschaffen, 14(1969), 7, Seite 2–11